# Equisetum × nelsonii
Equisetum × nelsonii là một loài dương xỉ trong họ Equisetaceae. Loài này được A.A. Eaton J.H. Schaffn. mô tả khoa học đầu tiên năm 1926.